# ARA Rivadavia
O ARA Rivadavia foi um couraçado operado pela Armada Argentina e a primeira embarcação da Classe Rivadavia, seguido pelo ARA Moreno. Sua construção começou em maio de 1910 nos estaleiros da Fore River Shipbuilding nos Estados Unidos e foi lançado ao mar em agosto do ano seguinte, sendo comissionado na frota argentina em agosto de 1914. Era armado com uma bateria principal composta por doze canhões de 305 milímetros montados em seis torres de artilharia duplas, tinha um deslocamento de trinta mil toneladas e alcançava uma velocidade máxima de 22 nós.
O Rivadavia teve uma carreira tranquila e sem grandes incidentes, com suas principais atividades consistindo em exercícios de rotina e viagens diplomáticas internacionais. Ele passou por uma modernização nos Estados Unidos entre 1924 e 1925 em que seu maquinário foi reformulado e um novo sistema de controle de disparo instalado, entre outras modificações. O navio foi atracado em Puerto Belgrano em 1948 e pelos anos seguintes foi canibalizado por partes e equipamentos para outros navios. Foi removido do registro naval em fevereiro de 1957 e desmontado em 1959.